# سلته
سلته (انگلیسی: Saltah) یک غذای سنتی یمنی و غذای ملی یمن است. در دوران امپراتوری عثمانی، سلته به عنوان یک غذای نذری ارائه می‌شد و با باقی مانده غذاهایی تهیه می‌شد که توسط ثروتمندان یا مساجد اهدا می‌گردید. سلته در مناطق شمالی این کشور به‌طور گسترده هنگام ناهار صرف می‌شود.
سلته از مرق، شنبلیله، ژوگ، برخی سبزی‌های معطر و سس سالسا تهیه می‌شود. معمولاً به آن برنج، سیب‌زمینی، تخم مرغ هم‌زده و تره‌بار هم اضافه می‌شود و به همراه نان شور سِـرو می‌شود.
سلته یک غذای قدیمی یمنی است که برخی می‌گویند هزاران سال قدمت دارد. گفته می‌شود که در گذشته‌های دور مواد اولیه آن فقط مرق و شنبلیله بوده‌است. طرز تهیه این غذا از آن زمان تا کنون تغییراتی یافته‌است و دو گونهٔ متمایز دارد: سلته و فحسه.